# Вестрено
Вестрено (итал. Vestreno) — коммуна в Италии, располагается в регионе Ломбардия, в провинции Лекко.
Население составляет 291 человек (2008 г.), плотность населения составляет 146 чел./км². Занимает площадь 2 км². Почтовый индекс — 22050. Телефонный код — 0341.

## Демография
Динамика населения:

## Администрация коммуны
- Телефон: 0341 850383
- Официальный сайт: http://www.comune.vestreno.lc.it/